# José María Zamora y Coronado
José María Zamora y Coronado (Cartago, Costa Rica, 16 de julio de 1785 - Madrid, España, 6 de abril de 1852) fue un destacado jurista cubano, oriundo de Costa Rica. Fue hijo de José Romualdo Zamora y Flores, escribano público, y Juana Rita Coronado y San Martín de Soto. Su hermano el Rvdo. José Manuel Zamora y Coronado fue el presidente de la primera asamblea constituyente de Nicaragua y su hermana Joaquina fue madre de Jesús Jiménez y Zamora, V presidente de la República de Costa Rica.

## Estudios
Efectuó estudios eclesiásticos en Nicaragua, pero no se ordenó y marchó a Guatemala, en cuya Universidad de San Carlos obtuvo en 1805 el grado de bachiller en Cánones Leyes y Filosofía, e inició la carrera de Derecho, hasta graduarse de licenciado en Leyes en 1809. Fue el primer abogado costarricense. De 1807 a 1809 fue segundo relator de la Real Audiencia de Guatemala y en 1809 el Ayuntamiento de Cartago lo nombró como su apoderado en Guatemala.
En 1809 salió de Guatemala con destino a España, pero el buque en que viajaba fue asaltado por corsarios franceses y llegó sin recursos a La Habana, donde se dedicó a ejercer su profesión. 

## Matrimonio y descendencia
El 18 de diciembre de 1812 contrajo matrimonio en la parroquia de la Soledad de Puerto Príncipe (hoy Camagüey) con una señorita cubana de linajuda familia,  María de los Ángeles Quesada y Guerra, quien era hija primogénita de  Esteban de Quesada y Borrero y Eusebia Guerra y Varona y había nacido alrededor de 1795.
En el matrimonio Zamora-Quesada nacieron nueve hijos  :
1.-  José Romualdo, nacido en 1814, que se estableció en la ciudad de Puebla en México, donde fue propietario de un ingenio azucarero. Casó con Carlota Duque de Heredia y Cristo. Con descendencia.
2.-  José María, oficial de Hacienda en Cuba, caballero de la Orden de Carlos III, casó el 4 de diciembre de 1858 con María Ignacia Núñez del Castillo y Montalvo, III condesa del Campo Alegre. Sin descendencia.
3.- Juan Manuel, oficial del ejército español; en 1848 era teniente y se hallaba destinado en Manila.
4.-  Mateo, licenciado en Leyes.
5.-  Leocadia, nacida en 1820; religiosa carmelita con el nombre de sor María Ana Teresa de la Sagrada Familia.
6.-  Joaquina, casó en París en 1842 con Charles Robert Beauclerck, barrister-at-law, descendiente del rey Carlos II vía los duques de Saint Albans. Con descendencia en Gran Bretaña.
7.-  María de los Dolores, nacida en 1828, casada con Narciso José de Peñalver y Peñalver, II conde de Peñalver. Con descendencia.
8.-  Isabel, nacida en 1831.
9.-  Rafael, nacido en 1833, casó en La Habana en 1860 con María de la Concepción Pérez de Urría y de la Cuesta, II marquesa de Valero de Urría. Con descendencia.

## Carrera judicial y administrativa en Cuba
De 1811 a 1816 el licenciado Zamora desempeñó el cargo de relator de la Real Audiencia de Puerto Príncipe. En 1814 fue elegido como diputado por Costa Rica para las Cortes españolas de 1815 y 1816, pero el restablecimiento del absolutismo le impidió ejercer esas funciones. 
En 1815 viajó a España, de donde regresó en 1816 con el nombramiento de teniente asesor letrado de la Intendencia de Puerto Príncipe. De 1818 a 1821 fue intendente interino de Puerto Príncipe. En 1820 fue elegido por Costa Rica y Nicoya como diputado para las Cortes de 1820 y 1821, pero su nombramiento no llegó a hacerse efectivo.
De 1821 a 1823 fue jefe político superior interino de la provincia de Puerto Príncipe (hoy Camagüey), y en 1823 volvió a las funciones de teniente asesor letrado e intendente interino de Puerto Príncipe, cargos que ejerció hasta 1826, cuando fue nombrado asesor letrado de la Superintendencia de La Habana, cargo que ejerció durante un decenio. En 1836 se le designó como contador mayor del Tribunal Mayor de Cuentas de La Habana, cargo que desempeñó hasta 1838 y en el cual contribuyó notablemente a la reorganización del sistema hacendario cubano. Hizo muy buena amistad con el superintendente general delegado de Hacienda, Claudio Martínez de Pinillos y Ceballos, II conde de Villanueva. Además, de 1835 a 1838 fue director de la Real Sociedad Económica de La Habana. Posteriormente se trasladó a España, donde empezó a recoger materiales para su Biblioteca de Legislación Ultramarina, hasta que en 1845 fue nombrado para el cargo más elevado de la jerarquía judicial cubana, el de regente de la Audiencia Pretorial de La Habana, que desempeñó de 1846 a 1847, después de lo cual se jubiló y se trasladó a España. 
Además de los importantes cargos que desempeñó, el licenciado Zamora recibió numerosas distinciones honoríficas. En 1815 se le concedieron los honores de auditor de Guerra, en 1816 los de togado de la Real Audiencia de Caracas, en 1830 los de consejero del Supremo Tribunal de Hacienda y en 1846 los de ministro en el Supremo Tribunal de Guerra y Marina.

## Obra doctrinaria
En Cuba escribió varias obras sobre temas forenses. Una de ellas, publicada en cuatro tomos La Habana en 1839-1840, fue una edición anotada y concordada de las Ordenanzas de Intendencia vigente en Cuba y demás dependencias españolas en América y Asia, denominado Registro de legislación ultramarina y ordenanza general de 1803. El censor regio don José Antonio de Olañeta, al aprobar la publicación de esta obra, destacó las circunstancias personales del señor Zamora, su extensa práctica, sus vastos conocimientos en la legislación de Indias, y las muestras de tacto analítico dejado en los negocios que pasaron por sus manos, como fruto de su incansable laboriosidad y fino discernimiento. Pocos años después, el licenciado Zamora corrigió y mejoró el Registro para convertirlo en una obra mucho más vasta e importante, titulada Biblioteca de Legislación Ultramarina, que dedicó al conde de Villanueva. Esta enciclopedia jurídica fue publicada en Madrid en seis tomos y un suplemento entre 1844 y 1849. Fue la última gran obra doctrinaria del Derecho indiano. En ella se encuentran resumidas o al menos citadas las principales normas de las leyes de Indias, con numerosos comentarios y anotaciones de D. José María, junto con datos económicos y estadísticos. Para la época en que se publicó, todavía la normativa indiana conservaba el carácter de Derecho positivo en Cuba, Puerto Rico, y las islas Filipinas, Marianas y Carolinas, que continuaban bajo la autoridad española, englobadas bajo el dictado de provincias ultramarinas. La obra mereció muchos elogios, y mediante una real orden de 19 de enero de 1844 se dispuso remitirla a los gobernadores, capitanes generales e intendentes de Ultramar. 
D. José María Zamora fue además autor de muchos informes interesantes a las autoridades españolas sobre el gobierno de Cuba.

## Sus últimos años
En 1847, treinta y ocho años después de su llegada a Cuba y cuando ya tenía sesenta y cuatro de edad, D. José María hubo de trasladarse a Madrid por asuntos personales. En 1849 fue designado  por la reina Isabel II como vocal de la Junta Suprema de Disciplina y Arreglo de Tribunales del Reino. Viajó a Cuba en 1850, pero poco después regresó a Madrid, donde falleció. Sus restos fueron trasladados al Cementerio General de La Habana.